# Diagramma di Barr
Il Diagramma di Barr (flow chart for Cubism and Abstract Art) è un disegno ideato da Alfred Hamilton Barr, Jr (Detroit, 28 gennaio 1902 – 15 agosto 1981), storico d'arte moderna statunitense e primo direttore del Museum of Modern Art di New York, oltre che insegnante di storia dell'arte al Wellesley College, pubblicato per la prima volta sulla sovraccoperta  del catalogo della mostra "Cubism and Abstract Art" (MoMA, 2 marzo-19 aprile, 1936).

## Descrizione
Esso rappresenta i vari movimenti/correnti dei primi 35 anni del Novecento (le cosiddette avanguardie storiche) in una sorta di mappa topografica dell'arte improntata secondo due linee tendenziali: la “Non Geometrical Abstract Art” (o Arte Astratta Non Geometrica) e la “Geometrical Abstract Art” (o Arte Astratta Geometrica).
L'Arte Astratta Non Geometrica, vale a dire la componente gestuale-emozionale del pensiero umano rapportabile ad un ambito creativo di impronta figurativa piuttosto che informale, affonda le proprie radici nella Pittura fiamminga di Rubens, nel Neoclassicismo di David e nel Movimento Orientalista di Ingres.
Da Van Gogh, straordinario interprete del realismo paesaggistico dei pittori di Barbizon e dal Sintetismo di Gauguin trae la propria linfa vitale il movimento Fauve di Henri Matisse, alla base dell'Arte Astratta Non Geometrica.
Il movimento Fauve, ha dapprima generato l'Espressionismo di Kirchner e Schiele e quindi l'Arte informale in generale, sia essa di matrice “gestuale”, anche detta espressionismo astratto, sviluppata da Jackson Pollock, piuttosto che di origine “materica”, specifica invece delle ricerche di Burri e Fautrier.
Propugnatori  del filone dell'Arte Astratta Non Geometrica, quantunque indipendenti dal movimento Fauve, sono anche il Futurismo Italiano di Marinetti e, per certi aspetti, la Metafisica di Giorgio de Chirico, progenitrice del Surrealismo. Il Futurismo italiano, è stato precursore, in primis, del movimento Dadaista di Duchamp e quindi del Surrealismo di Breton e Salvador Dalí.
L'Arte Astratta Geometrica, che contiene in sé la cosiddetta componente razionale della creatività, afferibile ad un contesto espressivo a matrice scientifico-geometrizzante, trae le proprie origini dalle tematiche culturali ed etico-sociali riconducibili alla rivoluzione francese, trasferitesi prima nel Romanticismo di Turner e Delacroix, quindi nel realismo di Courbet ed infine nell'impressionismo di Monet e Degas.
L'impressionismo,  articolandosi, a sua volta, nelle direttrici di ricerca artistica "puntilliste" di Seurat e Signac e "sintetiste" di Paul Cézanne ha fornito gli stilemi fondanti del cubismo di Braque e Picasso che si colloca alla base del filone espresso dall'Arte Astratta Geometrica.
Il cubismo nel corso del novecento si è poi sviluppata in nuove forme espressive che hanno dato vita, in ordine cronologico all'Astrattismo di Vassily Kandinsky, al Suprematismo di Kasimir Malevich, al Costruttivismo di Tatlin, al Neoplasticismo di Piet Mondrian e infine al Bauhaus di Walter Gropius.